# Goswin
Goswin oder Gozwin ist ein männlicher Vorname.

## Herkunft und Bedeutung
Aus dem Althochdeutschen wini = Freund;
bedeutet: „Gotenfreund“ oder „Gottesfreund“.

## Namensträger

### Vorname
Mittelalter
- Goswin (Osnabrück) (vor 829–nach 855), Bischof von Osnabrück (829–845)
- Gozwin von Mainz (* Anfang des 11. Jahrhunderts; † 1075 und 1080), Kleriker und Schulleiter an der Domschule von Lüttich und Mainz.
- Goswin von Anchin (um 1082–1166), französischer Abt
- Goswin (Polen) (11. oder 12. Jahrhundert), polnischer Bischof
- Gozwin (* 1180 oder 1181), Geistlicher, Abt des Benediktinerklosters in Münsterschwarzach
- Goswin von Herike, Landmeister von Livland († 1359)
- Goswinus Grope († nach 1368), Weihbischof
- Goswin Borentin (1352–1374), 1355–1364 Dekan zu Bützow, 1359–1367 Domherr zu Schwerin und ab 1372 Domherr in Lübeck
- Gusmin aus Köln (14. Jahrhundert; wohl Goswin), Bildhauer und Maler aus Köln oder Umgebung zum Ende des 14. Jahrhunderts
- Goswin von Marienberg († nach 1393), Benediktinermönch und Historiker in der Abtei Marienberg bei Burgeis

Neuzeit
- Goswin Joseph Arnold von Buininck (1728–1805), deutscher Jurist und Bibliothekar
- Goswin Frenken (1887–1945), deutscher Literaturwissenschaftler, Opfer des Nationalsozialismus
- Goswin Peter Gath (1898–1959), deutscher Schriftsteller
- Goswin von Ketteler (1570–1646), Domherr in Münster
- Goswin Lubbert von Ketteler zu Harkotten (1719–1775), Domherr in Münster
- Goswin Krackrügge (1803–1881), deutscher Seilerwarenhändler, Kaufmann, Journalist und Politiker
- Goswin Merckelbach, Kanzler des Fürstentums Lüneburg (1569–1641)
- Goswin Hermann Otto von Merveldt (* 1661 oder 1662; † 1727), 1721–1727 Großprior der deutschen Ordensprovinz des Malteserordens
- Goswin Nickel (1582–1664), 10. General der Societas Jesu
- Goswin von Orsoy (um 1450–1515), deutscher Theologe, Politiker und erster Kanzler der Universität Wittenberg
- Goswin von der Ropp (1850–1919), deutscher Historiker
- Goswin de Stassart (1780–1854), niederländisch-belgischer Politiker
- Goswin Karl Uphues (1841–1916), deutscher Philosoph (Werk: „Einführung in die moderne Logik“)

Zwischenname
- Adam Goswin Glaser (1815–1900), deutscher Stahl- und Kupferstecher der Düsseldorfer Schule
- Matthias Goswin Pelzer (1754–1814), deutscher Rechtswissenschaftler und Syndikus der Freien Reichsstadt Aachen

### Familienname
- Florentine Goswin-Benfer, westfälische Heimatschriftstellerin (1883–1968)